# Нова Казарка
Нова́ Каза́рка — водоспад в Українських Карпатах (масив Ґорґани). Розташований у межах Калуського району Івано-Франківської області, на південний захід від села Липовиця. 
Водоспад розташований на потоці Нова Казарка (права притока Казарки), який тече північним схилом хребта Аршиця. Висота перепаду води — бл. 5 м. Вода збігає кількома уступами по скелі, утвореній зі стійкого до ерозії пісковика. При підніжжі водоспаду утворилося порівняно глибоке плесо. 
Водоспад важкодоступний, маловідомий. Нижче на відстані бл. 2 км є ще один водоспад — Казарка.

## Світлини та відео

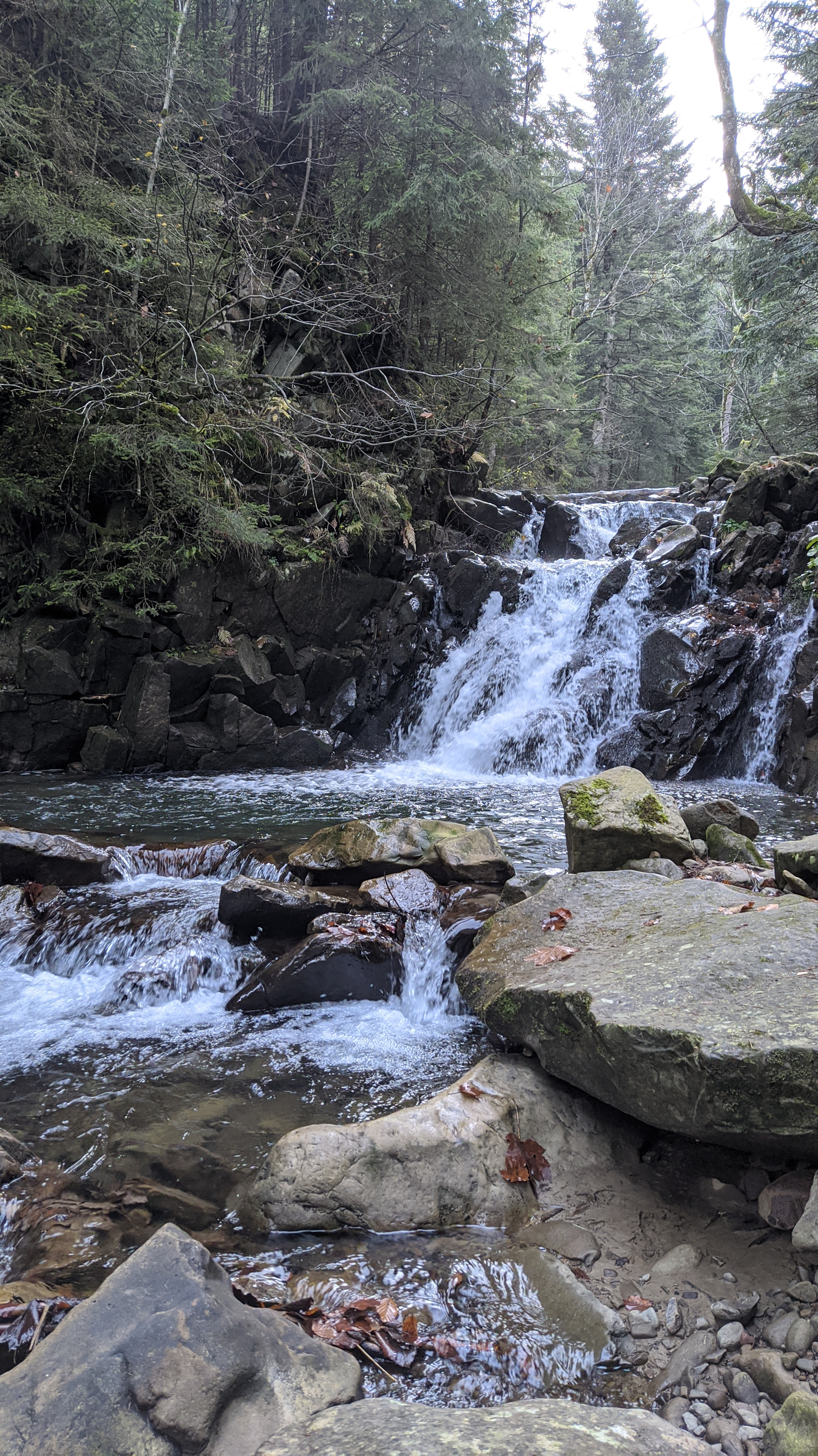
Водоспад восени
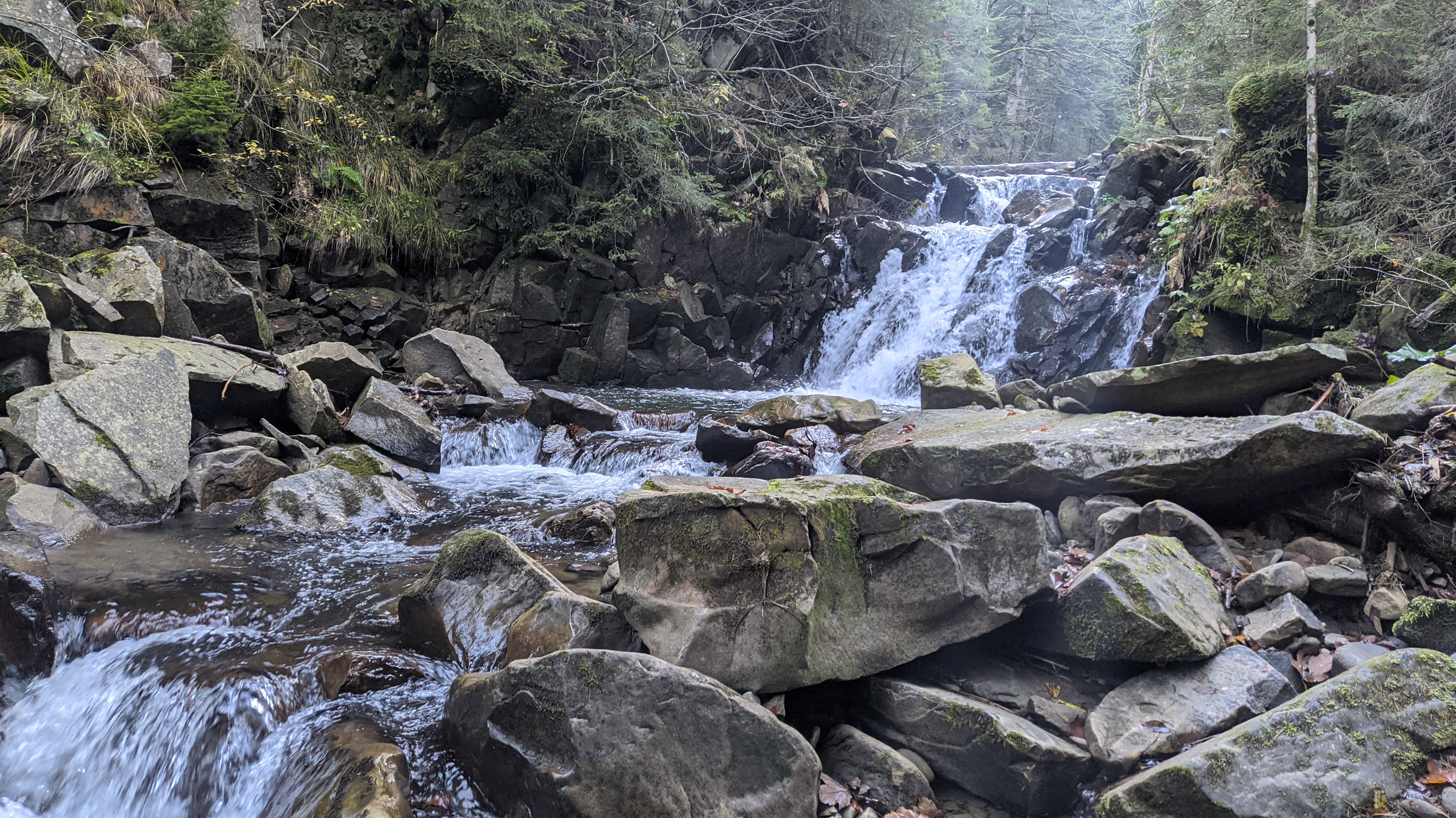
Водоспад здалеку
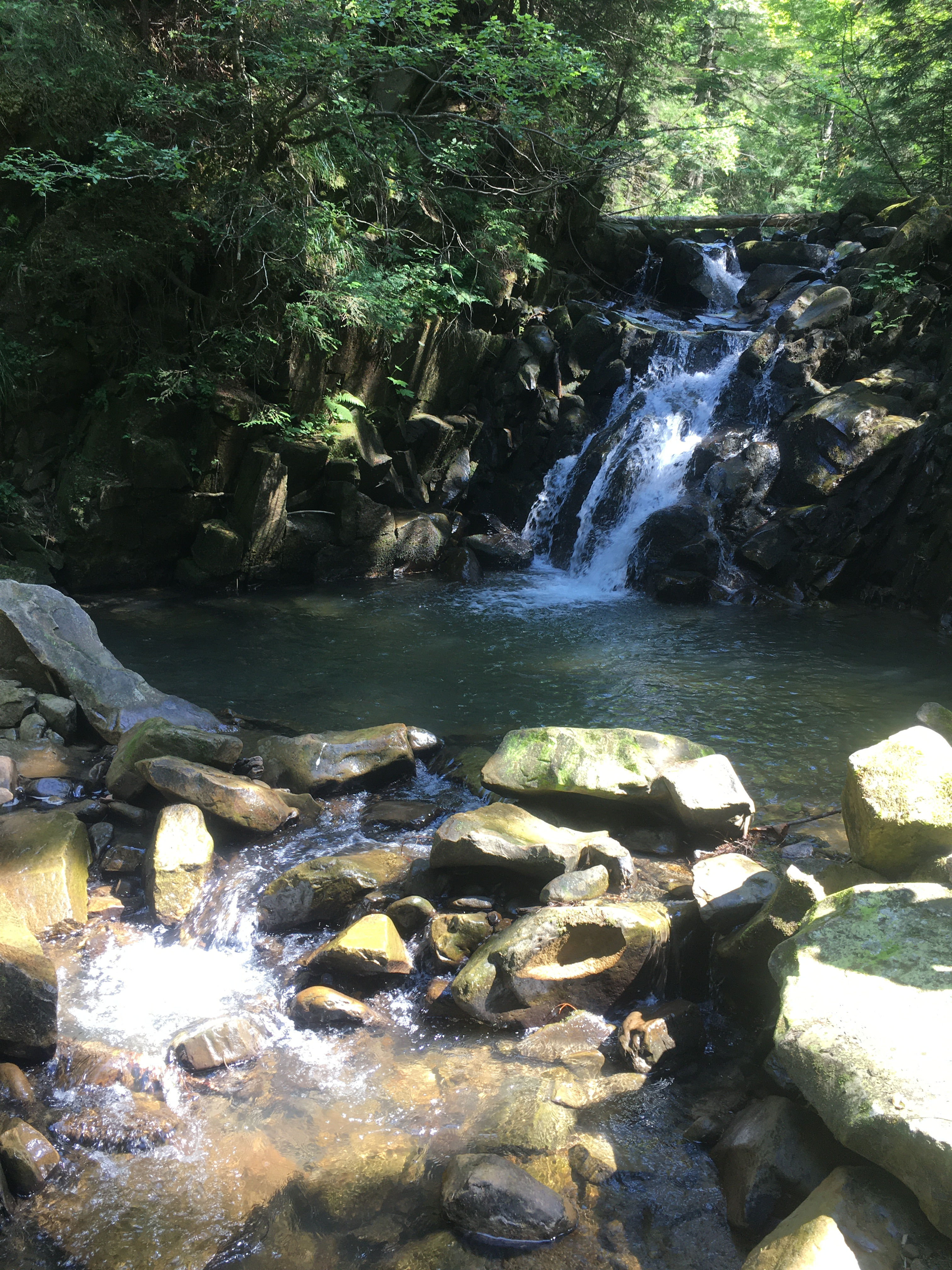
Водоспад влітку
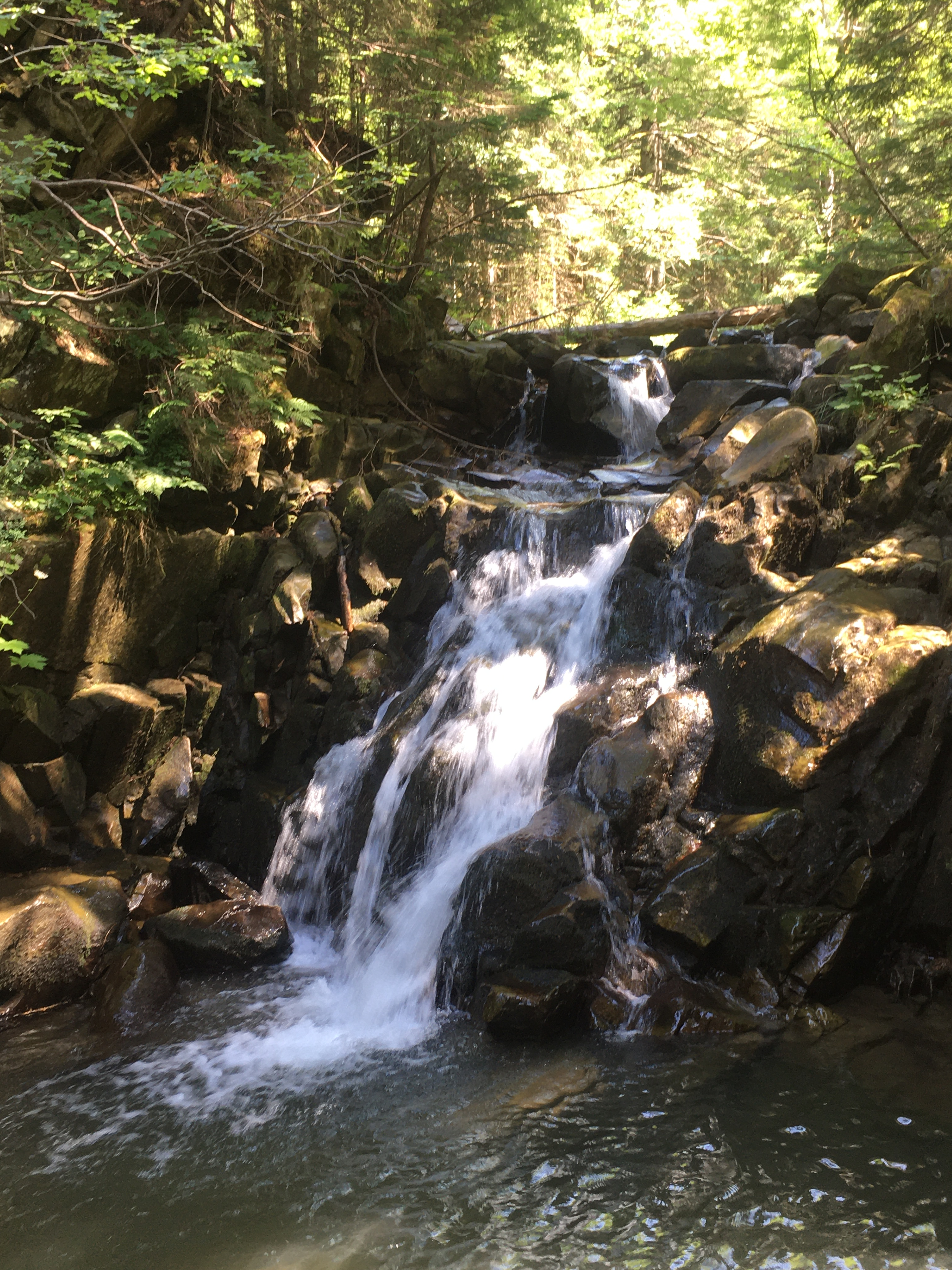
Водоспад зблизька
- Відео водоспаду